# Oprijp
Oprijp was een langgerekt wierdedorp dat nu deel uitmaakt van Uithuizen. Het bestond uit twee wierden (de Ooster- en de Westerwierde) en een aantal verhoogde erven op een kwelderwal aan de westkant van de huidige dorpskern. De belangrijkste daarvan was 2 tot 3 meter hoog. De buurtschap wordt in 1335 voor het eerst vermeld als  Ripe., in 1408 is sprake van een hoeveelheid wierdeland te Upriip. In een zeventiende-eeuws afschrift van een akte uit 1396 wordt bij vergissing Serijp geschreven; zo ook bij een akte uit 1409.
De naam -rijp komt in Groningen vaker voor, onder andere bij Zeerijp, Lutjerijp bij Leermens, Langerijp bij Appingedam, Ripa bij Warffum, en het verdwenen Diurardasrip in Duurswold.